# 멧토끼
멧토끼 또는 산토끼(Lepus coreanus)는 한국고유종 토끼의 한 종이다. 일반적으로 집토끼보다는 커서, 몸무게가 4.5kg에 이른다. 털은 두텁고 부드럽지만 거친 종도 있다. 털빛은 갈색·담갈색·회색·흰색 등으로 다양하며, 줄무늬가 있는 종도 있고, 어떤 종은 겨울에는 흰 털로 여름에는 갈색 털로 털갈이를 한다. 여름털은 짧으면서 거칠다. 주로 저녁에 활동하며, 식물을 먹고 산다. 팔꿈치에서 팔목까지의 길이는 무릎에서 발뒤꿈치까지의 길이의 4분의 3 정도로 앉았을 때의 몸통은 앞으로 경사진다. 구멍을 파지 않고 새끼를 땅에 낳는다. 새끼는 털이 있고 눈을 떴으며 곧 걸어다닐 수 있다. 천적은 대형맹금류, 육식동물이다.

## 같이 보기
- 한국의 포유동물

## 참고 문헌
- 이 문서에는 다음커뮤니케이션(현 카카오)에서 GFDL 또는 CC-SA 라이선스로 배포한 글로벌 세계대백과사전의 내용을 기초로 작성된 글이 포함되어 있습니다.